# Caralluma darfurensis
Caralluma darfurensis är en oleanderväxtart som beskrevs av Plowes. Caralluma darfurensis ingår i släktet Caralluma och familjen oleanderväxter. Inga underarter finns listade i Catalogue of Life.